# Jacek Kozak
Jacek Kozak (ur. 24 sierpnia 1948 w Gdańsku) – polski dziennikarz, publicysta i historyk działający głównie w Kanadzie.

## Życiorys
Ukończył studia anglistyczne na Wydziale Neofilologii Uniwersytetu Warszawskiego (1972) i historyczne na University of Toronto w Kanadzie.
W okresie PRL specjalizował się w krytyce i publicystyce filmowej. Pracownik miesięcznika „Radar”. Współpracował m.in. z czasopismami „Film”, „Ekran”, „Perspektywy”, „Dookoła Świata” i in.
W 1983 r. wyjechał do Francji, a następnie emigrował do Kanady. W latach 1985–88 pracował jako redaktor i prezenter sekcji polskiej rozgłośni Radio Canada International w Montrealu, przygotowując programy informacyjne o Kanadzie. Na łamach prasy polonijnej publikował artykuły publicystyczne przybliżające polonijnemu odbiorcy tematykę kanadyjską. W 1988 roku został zaproszony do pracy w United States Information Service w sekcji polskiej rozgłośni Voice of America.
Od 1990 r. działa w Toronto jako współpracownik licznych polskojęzycznych gazet i czasopism („Gazeta”, „Związkowiec”, „Dziennik”, „Goniec”), programów radiowych (Radio 7, Radio ABC) i programów telewizyjnych w Ontario. Wydawca i redaktor naczelny czasopisma informacyjnego „Tygodnik Torontoński” (2007). W latach 2007–2010 reporter i publicysta polskojęzycznego telewizyjnego programu kanadyjskiej sieci radiowo-telewizyjnej Rogers (OMNI TV).
Uzyskawszy dyplom MA na Wydziale Historii University of Toronto, podejmuje prace nad historią i dorobkiem kanadyjskiej Polonii. Autor książek „Szkice z bobrem” (2001) i „How the Polish Created Canada” (2011), współautor (z T. Piwowarkiem) słownika biograficznego „Polacy w Kanadzie” (2006). W 2017 roku, z okazji stu pięćdziesięciolecia państwowości kanadyjskiej, opublikował obszerny tom „Kanadyjczycy 150”, zawierający zwięzłe biografie 150 postaci z dawnej i najnowszej historii Kanady, także 
pochodzenia polskiego.
Członek Polskiego Towarzystwa Badań Kanadyjskich i Kanadyjsko-Polskiego Instytutu Badawczego.